# Josef Navrátil (tenorista)
Josef Navrátil, známý pod pseudonymem Ratili, (gruzínsky იოსებ რატილი, Josif Ratili; 27. února 1840 Dobšice – 17. února 1912 Tbilisi) byl český tenorista, který patřil koncem 19. a začátkem 20. století k českým významným pěvcům a sbormistr prvního gruzínského sboru lidových písni.

## Život
Narodil se v Dobšicích u Nymburka jako nejmladší syn sedláka Jana Navrátila a jeho manželky Rozálie, rozené Pošíkové z Budiměřic. Hudbu studoval v pražské a vídeňské hudební škole. Působil jako školní učitel hudby v Městci Králové, později vystupoval ve sboru Prozatímního divadla v Praze. Tehdejší ředitel Jan Nepomuk Maýr ho z osobních důvodů odmítl angažovat jako sólistu. Úspěch se dostavil poté, co v příležitostném vystoupení se slavnou Enriche Masaccio měl takový úspěch, že mu bylo nabídnuto angažmá v helsinské opeře ve Finsku. Z Finska odjel na velké turné po carském Rusku, kde dva roky strávil v petrohradském Mariinském operním divadle, poté přijíždí do Gruzie, kde 4 roky zpívá tenorové operní role. V Gruzii poznal místní lidový polyfonní sborový zpěv, který ho doslova nadchl. Poté se vrací do vlasti, ale když Maýr, který se mezitím stal ředitelem nově postaveného Národního divadla v Praze, Navrátila znovu odmítl angažovat jako sólistu, vrátil se do Gruzie natrvalo, kde 15. listopadu 1886 založil první profesionální soubor gruzínské písně, ve kterém zpíval i hudební skladatel Zakaria Paliašvili. V Gruzii sbíral lidové polyfonní písně, zapisoval je do not, čímž se zasloužil o jejich záchranu. Písně též komponoval i na české hudební motivy, které v Gruzii zlidověly. Později založil i gruzínskou Národní operu.[zdroj?] Zemřel roku 1912 v Tbilisi, pohřben je na tbiliském hřbítově Kukia.
Navrátilův rodný dům č. 16 je v majetku obce Dobšice a byl opraven.

## Film
O životě Josefa Navrátila byl v roce 1983 natočen koprodukční film Písně by neměly umírat ve spolupráci Filmového studia Barrandov a Gruzia-filmu. Hlavní roli Josefa Navrátila ztvárnil Vít Olmer, jeho ženu Jana Březinová a pěvkyni Enriche Masaccio moldavská herečka Světlana Toma.

## Dokumentární film
V roce 2016 byl o životě a činnosti Josefa Navrátila natočen dokumentární film Sbormistr. Hlavním organizátorem natáčení byl zakladatel a ředitel Asociace gruzínsko-českých vztahů Láska-Praha, Ioseb Bežašvili.